# Бюльбюля (озеро)
Бюльбюля (азерб. Bülbülə) или Бюльбюли — озеро в Азербайджане, расположенное на Апшеронском полуострове, между посёлками Бакиханов и Амирджаны на высоте 8 м над уровнем моря.
По генезису озеро Бюльбюля относится к тектонической группе. Концентрация общего азота в донных отложениях озера в среднем составляет 0,18 мг/100 г.
Площадь зеркала озера составляет 0,7 км², максимальная ширина — 360 м, максимальная глубина — 1,5 м, средняя глубина — 1,1 м, длина береговой линии — 6 км.
В 80-х годах за загрязнение нефтью озера Бюльбюля начальник линейно-производственной станции Орджоникидзевского района Апшеронского РНУ УЗМН был привлечён к административной ответственности. Было установлено, что для нефтеловушки в качестве бассейна для водонефтяной смеси был использован земляной амбар, имеющий связь с озером.